# Tjuneroy

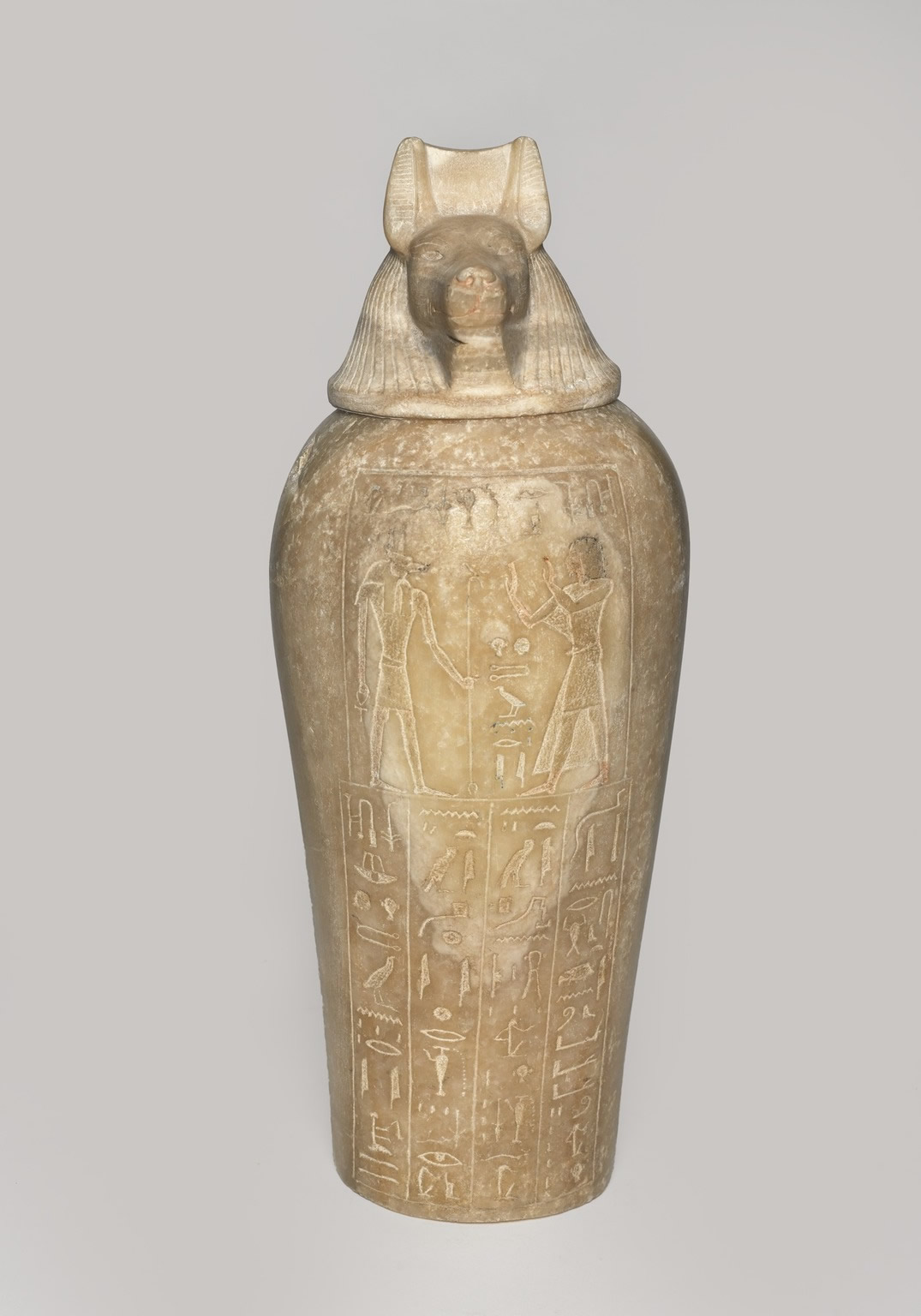
Kanopengefäß des Tjuneroy

Tjuneroy (auch Tjuloy) war ein hoher altägyptischer Beamter und Priester, welcher unter Ramses II. in der 19. Dynastie wirkte. Bekannt wurde er durch ein Grabrelief, auf dem die Königsliste von Sakkara abgebildet ist. Über seine Person hingegen ist wenig bekannt.

## Amt und Titulaturen
Tjuneroy bekleidete hohe Ämter. So war er unter anderem:
- Rech-nesu: „Bekannter des Königs“
- Cheri-hab-heri-tep: „Oberster Vorlesepriester“
- Sesch-nesu: „Schreiber des Königs“
- Imi-ra-kat-nebet-net-nesu: „Vorsteher aller Arbeiten des Königs“
- Sechem-heb-ni-netjeru-nebu: „Leiter der Feste aller Götter“
- Uputi-er-chasut-nebet: „Bote zu allen Fremdländern“

Als „Oberster Vorlesepriester“ war er Ritualmeister am Königshof und hatte Zugang zu alten Schriften. Als „Bote zu allen Fremdländern“ hatte er auch Aufgaben in den ausländischen Provinzen, vielleicht sogar diplomatische Aufgaben zu erbringen.

## Allgemeines
Tjuneroy stammt aus einer Familie hoher Beamter. Sein Vater war Paser I., von ihm hatte Tjuneroy den Titel des königlichen Schreibers geerbt. Paser I. war Sab-Priester und „Vorsteher des Hauses des Amun“. Tjuneroys Schwester hieß Itineferti, sein Bruder Paser (II.). Letzterer war Schreiber des Königs und Aufseher über die Arbeiter des Herrn-der-Zwei-Länder. Die ganze Familie erscheint auf einer Stele aus dem Grab von Paser II. Diese befindet sich heute im British Museum. Aus Piramesse stammt eine steinerne Türfassung mit seinem Namen, die andeutet, dass er in der Stadt ein Haus bewohnte.

## Grab
Tjuneroys Grab liegt in Sakkara, wo es im Winter 1861 ausgegraben wurde. Es ist seitdem aber wieder verschollen. Aus dem Grab stammt die Königsliste von Sakkara sowie zahlreiche Darstellungen des Tjuneroy vor Gottheiten betend. Aus seinem Grab stammen auch vier Kanopengefäße, die sich heute im Brooklyn Museum befinden.

## Königsliste
Das Relief mit der Königsliste zeigt Tjuneroy mit runder Löckchenperücke und kurzem Kinnbart. Er hält in seiner linken Hand eine Papyrusrolle, die rechte Hand streckt er zur Königsliste hin aus. Die Liste enthielt dereinst 58 Königskartuschen, durch die Arbeiten am Wandrelief, während derer das Kunstwerk zerlegt und wegtransportiert werden sollte, wurden einige der Kartuschen beschädigt, sodass heute nur noch 50 Namen lesbar sind. Einer altägyptischen Tradition folgend, beginnt die Königsliste eigentlich oben rechts, in Zeile 1, mit Ramses II. und listet dessen Vorgänger chronologisch rückwärts auf, die originale, altägyptische Leserichtung ist also von rechts nach links. Die einzelnen Kartuschen selbst werden abwechselnd mit einer sitzenden Königsfigur mit roter Krone und mit weißer Krone eingeleitet und übereinstimmend mit Maa-cheru (zu dt. „Wahr an Stimme“) abgeschlossen. Die Königsliste endet, gemäß traditioneller Lesung, unten links, in Zeile 2, mit König Anedjib (hier mit Meribiapen wiedergegeben), dem sechsten Regent der 1. Dynastie, dessen Nachfolger Semerchet wird hier unerklärlicherweise übersprungen. Auch ist unbekannt, warum sämtliche Könige der 1. Dynastie vor Anedjib fehlen. Bis König Qaa (mutmaßlich letzter Herrscher der 1. Dynastie, hier mit Qebehu-chent wiedergegeben) deckt sich die Königsliste fast vollständig mit der Auflistung im Turiner Königspapyrus. Heute befindet sich das Wandrelief im Ägyptischen Museum in Kairo.